# Akil Wright
Akil Valentine Wright (Derby, 13 maggio 1996) è un calciatore inglese, difensore del Ross County.

## Carriera
Inizia la carriera giocando per una stagione nella Division One South della Northern Premier League (ottava divisione inglese) con l'Ilkeston Town per poi nella sessione invernale di calciomercato della stagione 2014-2015 venire acquistato dal Fleetwood Town, club della terza divisione inglese; nella sua prima mezza stagione colleziona solamente un'apparizione in panchina con la prima squadra, con cui non riesce ad esordire nemmeno nella stagione 2015-2016 (pur ricevendo alcune convocazioni), nella quale trascorre anche un breve periodo in prestito al Fylde, con cui disputa 3 incontri nella sesta divisione inglese, segnandovi anche una rete. Nella stagione 2016-2017 gioca invece in prestito al Barrow, con cui realizza un gol in 24 presenze nella quinta divisione inglese, a cui aggiunge 2 reti in 3 presenze in FA Trophy e 3 presenze in FA Cup. Nella stagione 2017-2018 gioca invece in prestito sempre in quinta divisione con i gallesi del Wrexham, che poi il 3 gennaio 2018 decidono di acquistarlo a titolo definitivo. Rimane in rosa con il club fino al termine della stagione 2019-2020 (peraltro interrotta anzitempo per via della pandemia di Covid-19), collezionandovi in tutto 89 presenze (una delle quali nei play-off) e 7 reti nella quinta divisione inglese e 13 presenze con una rete tra le varie coppe nazionali.
Rimasto svincolato, nella stagione 2020-2021 si accasa in sesta divisione allo York City; nella sua prima annata con i Minstermen segna un gol in 11 partite di campionato (abbandonato ancora una volta anzitempo per via della pandemia), mentre nella stagione 2021-2022 contribuisce alla conquista di una promozione in quinta divisione (conquistata a seguito della vittoria dei play-off) con 6 reti in 40 presenze (oltre a 3 presenze nei play-off). Il 17 luglio 2022 il club lo cede allo Stockport County, club neopromosso in quarta divisione; Wright rimane in rosa con gli Hatters per due stagioni consecutive, la prima conclusa con una sconfitta nella finale play-off (dopo un quarto posto in campionato) e la seconda con la vittoria del campionato, e quindi con la promozione in terza divisione. Nell'estate del 2024 viene ceduto al Ross County, club della prima divisione scozzese, con il quale firma un contratto triennale e con cui nella stagione 2024-2025 segna 4 reti in 38 partite di campionato giocate (a cui ne aggiunge altre 2 nei play-out persi contro il Livingston, dopo i quali il club retrocede in seconda divisione). Rimane in Scozia anche dopo la retrocessione, per giocare in seconda divisione, categoria in cui mette a segno 2 reti nelle prime 2 giornate di campionato.

## Palmarès

### Club

#### Competizioni nazionali
- Campionato inglese di quarta divisione: 1

Stockport County: 2023-2024